# Танюшівська сільська рада
| Танюшівська сільська рада — колишній орган місцевого самоврядування у Новопсковському районі Луганської області з адміністративним центром у с. Танюшівка. Історична дата утворення: в 1943 році. Сільській раді підпорядковані населені пункти: - с. Танюшівка - с. Березівка - с. Костянтинівка - с. Пелагіївка - с. Синельникове - с. Соснівка |

## Склад ради
Рада складається з 16 депутатів та голови.

### Керівний склад ради
| ПІБ                                | Основні відомості                                            | Дата обрання | Дата звільнення |
| ---------------------------------- | ------------------------------------------------------------ | ------------ | --------------- |
| Калиновський Олексій Олександрович | Сільський голова, 1970 року народження, освіта, безпартійний | 26.03.2006   | 31.10.2010      |
| Калиновський Олексій Олександрович | Сільський голова, 1970 року народження, освіта вища          | 31.10.2010   |                 |

Примітка: таблиця складена за даними джерела